# Nathan Cohen
Nathan Phillip Cohen (Christchurch, 2 de enero de 1986) es un deportista neozelandés que compitió en remo.
Participó en dos Juegos Olímpicos de Verano, obteniendo una medalla de oro en Londres 2012, en la prueba de doble scull, y el cuarto lugar en Pekín 2008, en la misma prueba.
Ganó dos medallas de oro en el Campeonato Mundial de Remo, en los años 2010 y 2011.
En 2013 fue nombrado miembro de la Orden del Mérito de Nueva Zelanda (MNZM).

## Palmarés internacional
| Juegos Olímpicos   | Juegos Olímpicos          | Juegos Olímpicos | Juegos Olímpicos |
| Año                | Lugar                     | Medalla          | Prueba           |
| ------------------ | ------------------------- | ---------------- | ---------------- |
| 2012               | Londres (Reino Unido)     | Medalla de oro   | Doble scull      |
| Campeonato Mundial |                           |                  |                  |
| Año                | Lugar                     | Medalla          | Prueba           |
| 2010               | Cambridge (Nueva Zelanda) | Medalla de oro   | Doble scull      |
| 2011               | Bled (Eslovenia)          | Medalla de oro   | Doble scull      |